# Samantha Sloyan
Samantha Sloyan (Los Ángeles, 4 de enero de 1979) es una actriz estadounidense. Sloyan es popular por sus papeles en In the Key of Eli y Scandal. Samantha también apareció en la película de terror Hush y en la serie Grey's Anatomy en las temporadas once y doce. En 2021 interpretó uno de los papeles principales en la serie Midnight Mass de Mike Flanagan.

## Filmografía

### Cine
| Año  | Título                                             | Rol           | Notas            |
| ---- | -------------------------------------------------- | ------------- | ---------------- |
| 2003 | My Life with Morrissey                             | Florista      | Independiente    |
| 2005 | No Shoulder                                        | Bobbie        | Corta            |
| 2006 | Shamelove                                          | Julie         |                  |
| 2009 | Plus One                                           | Lindsay       | Corta            |
| 2009 | Autodoc                                            | Emmy Hennings |                  |
| 2011 | In the Key of Eli                                  | Megs          |                  |
| 2012 | Tape 407                                           | Lois          |                  |
| 2013 | Do You Have a Cat?                                 | Marissa       | Corta            |
| 2015 | Murder in Mexico: The Bruce Beresford-Redman Story | Gretchen      | Película para TV |
| 2016 | Hush                                               | Sarah         |                  |
| 2019 | Miss Virginia                                      | Sra. Watson   |                  |

### Televisión
| Año       | Título                     | Rol                | Notas                                   |
| --------- | -------------------------- | ------------------ | --------------------------------------- |
| 2009      | The Beast                  | Grace Morton       | Episodio: "No Turning Back"             |
| 2009      | The Forgotten              | Enfermera          | Episodio: "Railroad Jane"               |
| 2010      | Law & Order: LA            | Rachel Forester    | Episodio: "Echo Park"                   |
| 2010      | Private Practice           | Enfermera          | Episodio: "What Happens Next"           |
| 2011      | The Cape                   | Reportera          | Episodio: "Endgame"                     |
| 2011      | NCIS                       | Emily Goodwin      | 1 episodio                              |
| 2012-2014 | Scandal                    | Jeannine Locke     | 8 episodios                             |
| 2013      | The Fosters                | Doctora            | 1 episodio                              |
| 2014      | Castle                     | Pam Clark          | 1 episodio                              |
| 2014      | Parks and Recreation       | Erica              | Episodio: "New Slogan"                  |
| 2014      | Hawaii Five-0              | Sarah Richmond     | 1 episodio                              |
| 2014      | Rizzoli & Isles            | Alex Ruebens       | Episodio: "If You Can't Stand the Heat" |
| 2015-2016 | Grey's Anatomy             | Dr. Penelope Blake |                                         |
| 2015      | Criminal Minds             | Tracy Senarak      | Episodio: "The Witness"                 |
| 2018      | The Haunting of Hill House | Leigh              |                                         |
| 2019      | The Good Doctor            | Sra. Gallico       | Episodio: "Point Three Percent"         |
| 2021      | Midnight Mass              | Bev Keane          |                                         |
| 2022      | The Midnight Club          | Shasta             |                                         |